# Bienservida
Bienservida és un municipi de la província d'Albacete, que es troba a 110 km de la capital de la província. Segons el padró de 2020, tenia 579 habitants.